# Ti'tom : l'île au volcan
Ti'tom : l'île au volcan est un dessin animé français de 53 minutes destiné à la télévision. Il a été diffusé en 2001 sur RFO et le 2 janvier 2004 sur Télétoon. Il a également été adapté en un ouvrage pour enfants.

## Synopsis
Ti'Tom est un curieux petit animal qui vit à la Réunion. Un jour le rat Barcarin, trafiquant d'animaux rares, débarque sur l'île et l'enlève à ses parents adoptifs. L'espoir revient lorsque le Capitaine Bock, un vieux marin bourlingueur reconnaît dans Titom un Dominos qu'il a rencontré autrefois au cours de ses escales outre-mer.
Ti-Tom n'est pas seul au monde et sa famille l'attend peut être au bout du voyage.

## Voix françaises
- Marjolaine Poulain : Ti'tom
- Patricia Legrand : Octo
- Frédéric Cerdal : Barcarin
- Annie Milon : Tanette

## Fiche technique
- Réalisateur : Bahram Rohani
- Scénario : Jean-Marc Desrosiers, Sébastien Viaud, Frédéric Sabrou
- Musiques : Jérôme Boudin
- Diffusion : 2001 sur RFO
- Origine :   France
- Maisons de Production : Cross River Productions, Dargaud Marina, Réseau France Outre-mer

## Produits dérivés
- 2003 : édition VHS par Citel Vidéo
- 2005 : édition DVD par Citel Vidéo
- 2003 : Jean-Marc Desrosiers et Bruno Martineau, L'île au Volcan : les aventures de Titom à La Réunion, Sainte-Clotilde (Réunion), Orphie, coll. « Les Aventures Outre-Mer », novembre 2003, 46 p. (ISBN 2-87763-221-0)

## Commentaires
- 2004 : Ti'tom : les aventures Outre-mer, série de 13 épisodes de 28 minutes, raconte la suite des aventures de Ti'tom dans les DOM-TOM.